# Acanthocyclops abyssicola
Acanthocyclops abyssicola is een eenoogkreeftjessoort uit de familie van de Cyclopidae. De wetenschappelijke naam van de soort is voor het eerst geldig gepubliceerd in 1901 door Lilljeborg.